# هزال (طب)
الهزال أو الوهن أو الضعافة (بالإنجليزية: Debility)‏ وهوَ مُصطلح طبي يستعمل لوصف الشخص الضعيف.